# Charles Busson
Charles Busson (* 15. Juli 1822 in Montoire-sur-le-Loir; † 4. April 1908 in Paris) war ein französischer Landschaftsmaler.

## Leben
Busson war Schüler der Landschaftsmaler Jean-Charles-Joseph Rémond und Louis Français in Paris. Im Jahr 1846 debütierte er im Pariser Salon mit einer Ansicht der Gegend um Sassenage. Es folgten Gemälde mit Landschaften aus der Auvergne und der Touraine, ehe er sich den Gebieten seiner Heimatprovinz dem Vendômois im Département Loir-et-Cher zuwandte. In seinen Landschaften behandelte er mit Vorliebe weite Heideflächen, die durch einfachen Zug der Linien und durch eigentümliche Beleuchtung zu anziehenden Stimmungsbildern wurden; so malte er auch Nebel, die bei untergehender Sonne aus den Wiesen aufsteigen. Bisweilen sind seine Landschaften inhaltsreicher, freundlicher und mit Menschen oder Tieren staffiert. Bussons Werke gehörten mehr der der naturalistischen Richtung an. Das Hauptgewicht lag dabei weniger auf dem Inhalt als vielmehr auf der Stimmung. Seine weit ausgedehnten möglichst nüchterne Gegenden wurden erst durch die Beleuchtung der Szene interessant. Er war mit Eugène Fromentin befreundet, mit dem er auch in Briefkontakt stand.
Busson hatte einen Sohn Georges (George Louis Charles Busson, 28. Februar 1859–Juli 1933), der Landschafts-, Tier- und Genremaler wurde. Dieser wurde durch seinen Vater und Évariste-Vital Luminais (1821–1896) ausgebildet und stellte seit 1885 Werke im Pariser Salon aus.

## Ehrungen
- Medaille 3. Klasse 1855, 1857, 1859 und 1863[5]
- Busson wurde 1866 mit dem Orden der Ehrenlegion ausgezeichnet.[6]
- Im Jahr 1867 erhielt er eine goldene Medaille (3. Klasse) auf der Weltausstellung in Paris.[6]
- Medaille 1. Klasse im Jahr 1887 eine Medaille (1. Klasse) auf der Weltausstellung in Paris[5]

## Werke (Auswahl)

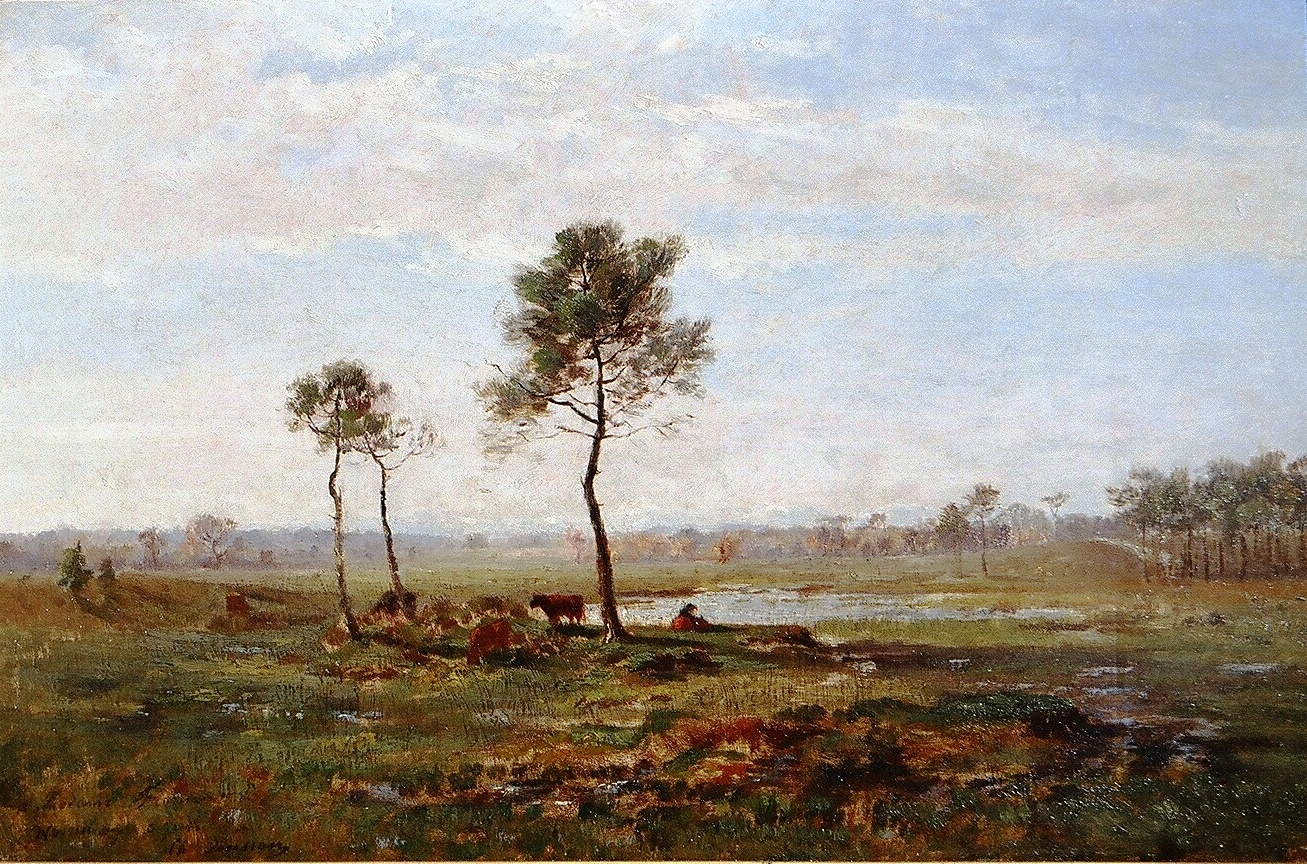
Landschaft mit Teich. Charles Busson, um 1850

Arbeiten von ihm kamen in die Museen in Blois, Compiègne, Tours und Vendöme sowie das Musée du Luxembourg in Paris, das zwei seiner Gemälde erwarb:
- Chasse au marais dans le Berry (Die Jagd in Berry) 1865 (Musée du Luxembourg)
- Die Rückkehr des Wildmeisters 1867
- Ruines du château de Lavardin, près Montoire (Ruinen des Schlosses Lavardin) 1869 – Besitz des Vicomte de La Panouse
- Après la pluie (Nach dem Regen) 1875 – Besitz des comte d’Osmoy
- Le village de Lavardin, Loir-et-Cher (Das Dorf Lavardin) 1877 – Staatsbesitz, Ministère des beaux-arts
- Ein Morgen in Venedig und Der alte Mühlteich bei Montoire 1879